# Ischnocampa rubrosignata
Ischnocampa rubrosignata är en fjärilsart som beskrevs av Reich. 1936. Ischnocampa rubrosignata ingår i släktet Ischnocampa och familjen björnspinnare. Inga underarter finns listade i Catalogue of Life.